# Leopold Lichtwitz
Leopold Lichtwitz, häufig kurz Leo Lichtwitz (* 9. Dezember 1876 in Ohlau; † 16. März 1943 in New Rochelle, NY), war ein deutscher Arzt für Innere Medizin. Er galt als Autorität auf dem Gebiet der Stoffwechselforschung. Er emigrierte in der Zeit des Nationalsozialismus wegen seiner jüdischen Herkunft 1933 in die Vereinigten Staaten.

## Leben
Leopold Lichtwitz wurde als Sohn des Kgl. Kreisarztes Medizinalrat Dr. Jakob Lichtwitz in Ohlau im damaligen Schlesien geboren. Er besuchte das Gymnasium in Ohlau bis zum Maturitätsexamen 1896. Anschließend studierte er Medizin und Chemie an den Universitäten von Breslau, München, Freiburg im Breisgau und Leipzig. 1901 wurde er promoviert. In seiner Dissertation behandelte er die Möglichkeiten der Beeinflussung der Resorption von Fett im Dünndarm mit Hilfe von Senföl. 1908 habilitierte er sich an der Universität Göttingen im Fach Medizin.
Zwei Jahre später übernahm Lichtwitz in Göttingen die Leitung der Poliklinik. 1913 wurde er in Göttingen zum außerordentlichen Professor berufen. 1916 wechselte Lichtwitz an das Städtische Krankenhaus von Altona, um dort die Innere Abteilung zu leiten. In den Folgejahren stieg er zum Direktor dieses Krankenhauses auf. 1931 wurde er Direktor des Rudolf-Virchow-Krankenhauses in Berlin. 1933 war er gewählter Präsident der Deutschen Gesellschaft für Innere Medizin (DGIM). Nach der nationalsozialistischen Machtübernahme Anfang 1933 wurde er wegen seiner jüdischen Herkunft zum Rücktritt vom Vorsitz der DGIM gezwungen und vom Virchow-Krankenhaus entlassen. Lichtwitz emigrierte im selben Jahr in die Vereinigten Staaten. Sein Nachfolger im Amt des Präsidenten der DGIM wurde Alfred Schittenhelm, der die DGIM in die Gleichschaltung führte. Das Montefiore Hospital in New York City berief Lichtwitz zum Leiter der Abteilung für Innere Medizin. Ferner erhielt er eine Professur für klinische Medizin an der Columbia University.
Der Schwerpunkt der Forschungsarbeiten von Lichtwitz lag in der Kolloidchemie und in der Pathologie. Seine Schrift Pathologie der Funktionen und Regulationen, 1936 in Leiden erschienen, wurde von den Nationalsozialisten auf der sogenannten Liste des schädlichen und unerwünschten Schrifttums erfasst und gehörte damit in Deutschland zu den verbannten Büchern.

## Leopold-Lichtwitz-Medaille
Die die Deutsche Gesellschaft für Innere Medizin (DGIM) ehrt aus ihrer Sicht herausragende Ärzte und Forscher mit der Leopold-Lichtwitz-Medaille. Zum Gedenken an Lichtwitz „und in Erinnerung an tausende Ärzte jüdischer Abstammung, die während dieser Zeit geächtet, verfolgt und umgebracht wurden, hat die DGIM im Jahr 2013 diese Medaille ins Leben gerufen.“

## Publikationen (Auswahl)
- Nephritis. Grune & Stratton, New York City (USA) 1942
- Pathologie der Funktionen und Regulationen. Sijthoff, Leiden (Niederlande) 1936
- Medizinische Kolloidlehre. Physiologie, Pathologie und Therapie in kolloidchemischer Betrachtung. Verlag Theodor Steinkopff, Dresden 1935. (Mit: Raphael Eduard Liesegang, Karl Spiro)
- Die Praxis der Nierenkrankheiten. Verlag von Julius Springer
  - 1. Auflage, Berlin 1921
  - 2. Auflage, Berlin 1930
  - 3. Auflage, Berlin 1934, ISBN 978-3-642-49413-0 (Digitalisierungsprojekt Springer Book Archive)
- Klinische Chemie. Verlag von Julius Springer
  - 1. Auflage, Berlin 1918
  - 2. Auflage, Berlin 1930
- Über die Bildung der Harn- und Gallensteine. Springer-Verlag, Berlin / Heidelberg 1914
- Elemente und Wesen der Brightschen Krankheit. Verlag Schwabe, Basel 1939; urn:nbn:de:101:1-201307244061